# Airport '77
Airport '77 è un film del 1977 diretto da Jerry Jameson e tra gli altri interpretato da Jack Lemmon, James Stewart, Lee Grant e George Kennedy.

L'aereo utilizzato è un Boeing 747-123 della American Airlines immatricolato N9667.
Sull'onda del genere catastrofico, molto in voga agli inizi degli anni settanta, è il terzo di quattro film della serie di pellicole iniziata con Airport.

## Trama
Un Jumbo Jet privato, pieno di persone importanti e di oggetti di valore, viene dirottato da parte di un gruppo di criminali (dei quali fa parte anche il copilota). I banditi, infiltratisi fra i camerieri, cercano di impossessarsi dei valori trasportati nel vano bagagli dopo aver addormentato tutti i passeggeri ed il personale di bordo immettendo del gas soporifero nel circuito di aerazione. Il copilota, poco dopo aver preso i comandi, commette però un errore di manovra: dopo aver portato il velivolo a bassissima quota sull'oceano al fine di non essere più visualizzato e controllato dai radar di terra, a causa di una fitta nebbia non si avvede della presenza di una piattaforma petrolifera e, malgrado il tentativo disperato di riprendere quota, non riesce ad evitare l'impatto di un'ala con una torretta della piattaforma. Accade così che il velivolo, con l'ala danneggiata ed un motore in fiamme, perda quota, precipiti in mare - fortunatamente senza disintegrarsi - e affondi vicino al triangolo delle Bermude. L'aereo non può essere localizzato subito a causa della sparizione del jet dai radar, ma il Capitano Gallagher, con l'aiuto di uno dei passeggeri, Wallace, che però muore affogato, riesce a raggiungere la superficie con una maschera a ossigeno e a salire su un canotto attivando un segnale di emergenza. Grazie a questo viene localizzato da un aereo da ricognizione.
La marina invia allora una nave attrezzata per recuperi subacquei, la USS Cayuga insieme al cacciatorpediniere USS Agerholm e una flottiglia di altre navi appoggio. Una squadra di sommozzatori raggiunge quindi l'aereo che si trova fortunatamente in bassa profondità. I subacquei imbragano l'aereo con dei palloni di sollevamento, mentre i passeggeri sopravvissuti allo schianto osservano con apprensione dagli oblò. A operazione ultimata vengono gonfiati i palloni con manichette di aria compressa e lentamente l'aereo si stacca dal fondo raggiungendo la superficie. Ma appena dopo iniziano a scoppiare alcuni palloni per l'enorme carico di pressione a cui sono sottoposti; viene quindi ridotta repentinamente la pressione negli altri palloni mantenendo l'aereo appena sopra il livello del mare. Questo causa una improvvisa quanto copiosa entrata di acqua nel veicolo tra le urla dei passeggeri; il primo ufficiale Chambers (il copilota responsabile del disastro) rimane ucciso bloccato sotto un divano e la vedova di Wallace annega. Il capitano ordina allora una maggiore pressione di aria nei palloni, alzando le uscite del veicolo dal livello del mare. I passeggeri vengono quindi freneticamente evacuati, il capitano Gallagher e l'assistente Eve Clayton sono gli ultimi a lasciare l'aereo prima che questo con l'esplosione dei palloni di sollevamento non si infili definitivamente sotto le onde per l'ultima volta. Alla fine, tutti i passeggeri superstiti vengono messi in salvo, sia pur con non poche complicanze dovute al pochissimo tempo a disposizione dei soccorritori.